# Binzhou
Binzhou léase Bin-Zhóu (en chino: 滨州市,pinyin: Bīnzhōu) es una ciudad-prefectura en la provincia de Shandong, República Popular China. Limita al norte con Cangzhou, al sur con Jinan, al oeste con Dezhou y al este con Dongying. Su área es de 9444 km² y su población de 3,77 millones.

## Administración
La ciudad prefectura de Binzhou administra 1 distrito y 6 condados:
- Distrito Bincheng (滨城区)
- Condado Zouping (邹平县)
- Condado Boxing (博兴县)
- Condado Huimin (惠民县)
- Condado Yangxin (阳信县)
- Condado Zhanhua (沾化县)
- Condado Wudi (无棣县)

## Clima
El terreno de la ciudad es alto en el sur y bajo en el norte, disminuyéndose gradualmente hacia la región noreste en el Mar de Bohai. con un área montañosa al sur, con llanuras en el norte. Binzhou tiene un clima templado,húmedo. Hace frío en invierno y calor en verano. La zona cuenta con cuatro estaciones, con temperaturaa anuales entre 12C y -13C.
| Parámetros climáticos promedio de Binzhou (1971−2000) | Parámetros climáticos promedio de Binzhou (1971−2000) | Parámetros climáticos promedio de Binzhou (1971−2000) | Parámetros climáticos promedio de Binzhou (1971−2000) | Parámetros climáticos promedio de Binzhou (1971−2000) | Parámetros climáticos promedio de Binzhou (1971−2000) | Parámetros climáticos promedio de Binzhou (1971−2000) | Parámetros climáticos promedio de Binzhou (1971−2000) | Parámetros climáticos promedio de Binzhou (1971−2000) | Parámetros climáticos promedio de Binzhou (1971−2000) | Parámetros climáticos promedio de Binzhou (1971−2000) | Parámetros climáticos promedio de Binzhou (1971−2000) | Parámetros climáticos promedio de Binzhou (1971−2000) | Parámetros climáticos promedio de Binzhou (1971−2000) |
| Mes                                                   | Ene.                                                  | Feb.                                                  | Mar.                                                  | Abr.                                                  | May.                                                  | Jun.                                                  | Jul.                                                  | Ago.                                                  | Sep.                                                  | Oct.                                                  | Nov.                                                  | Dic.                                                  | Anual                                                 |
| ----------------------------------------------------- | ----------------------------------------------------- | ----------------------------------------------------- | ----------------------------------------------------- | ----------------------------------------------------- | ----------------------------------------------------- | ----------------------------------------------------- | ----------------------------------------------------- | ----------------------------------------------------- | ----------------------------------------------------- | ----------------------------------------------------- | ----------------------------------------------------- | ----------------------------------------------------- | ----------------------------------------------------- |
| Temp. máx. media (°C)                                 | 2.7                                                   | 5.8                                                   | 12.2                                                  | 20.5                                                  | 26.1                                                  | 30.8                                                  | 31.3                                                  | 30.0                                                  | 26.3                                                  | 20.3                                                  | 11.8                                                  | 4.8                                                   | 18.6                                                  |
| Temp. mín. media (°C)                                 | −7.8                                                  | −5.4                                                  | 0.4                                                   | 7.8                                                   | 13.6                                                  | 18.8                                                  | 22.2                                                  | 21.1                                                  | 15.1                                                  | 8.5                                                   | 0.7                                                   | −5.2                                                  | 7.5                                                   |
| Precipitación total (mm)                              | 4.2                                                   | 7.7                                                   | 10.1                                                  | 23.1                                                  | 39.3                                                  | 70.3                                                  | 184.3                                                 | 135.4                                                 | 44.0                                                  | 31.9                                                  | 13.5                                                  | 4.8                                                   | 568.6                                                 |
| Días de precipitaciones (≥ 0.1 mm)                    | 2.2                                                   | 2.8                                                   | 3.6                                                   | 5.1                                                   | 5.6                                                   | 7.3                                                   | 12.3                                                  | 9.4                                                   | 6.2                                                   | 4.9                                                   | 4.1                                                   | 2.4                                                   | 65.9                                                  |
| Fuente: Weather China                                 |                                                       |                                                       |                                                       |                                                       |                                                       |                                                       |                                                       |                                                       |                                                       |                                                       |                                                       |                                                       |                                                       |